# 安柏林樂團
安柏林乐团（Anberlin）是一支成立于美国佛罗里达州波克县温特黑文市的另类摇滚乐团，成立于2002年:contentReference[oaicite:1]{index=1}。乐团成员原为1998年组成的SaGoh 24/7乐团，该团发行过两张录音室专辑后解散，并更名为Anberlin，音乐风格由朋克转向另类摇滚:contentReference[oaicite:2]{index=2}。
2003年，安柏林与半独立唱片公司Tooth & Nail Records签约，发行首张专辑《Blueprints for the Black Market》:contentReference[oaicite:3]{index=3}；2005年推出第二张专辑《Never Take Friendship Personal》，该作登上Billboard 200第144位:contentReference[oaicite:4]{index=4}；2007年发行第三张专辑《Cities》，此专辑于2007年2月20日发行，首周销售34,000张，登上Billboard 200第19位:contentReference[oaicite:5]{index=5}。
2007年乐团转投Universal Republic，2008年发行《New Surrender》，首周销售36,000张，登上Billboard 200第13名，单曲〈Feel Good Drag〉在《Alternative Songs》榜单位居冠军达29周:contentReference[oaicite:6]{index=6}。截至2010年，乐团专辑累计销售突破100万张:contentReference[oaicite:7]{index=7}。
此后推出2010年专辑《Dark Is the Way, Light Is a Place》，该作首周销售31,000张，登上Billboard 200第9名:contentReference[oaicite:8]{index=8}；2012年发行《Vital》；2013年推出重制版《Devotion》；2014年宣布发行《Lowborn》后乐团解散，并展开最终巡演:contentReference[oaicite:9]{index=9}。
2018年底，乐团复出演出，并于2019年持续巡演:contentReference[oaicite:10]{index=10}。2020年5月，主唱史蒂芬·克里斯琴透露正在创作新作品:contentReference[oaicite:11]{index=11}。2022年7月29日，乐团发行EP《Silverline》:contentReference[oaicite:12]{index=12}。
2023年10月，史蒂芬·克里斯琴宣布暂别巡演，由Memphis May Fire的Matty Mullins担任主唱:contentReference[oaicite:13]{index=13}。

## 历史

### SaGoh 24/7 与 Anberlin 起源（1998年－2002年）
主唱斯蒂芬·克里斯钦（Stephen Christian）在高中时期结识了贝斯手迪昂·雷克斯罗特（Deon Rexroat），两人组建了一支名为 SaGoh 24/7 的朋克摇滚乐队，鼓手肖恩·赫特森（Sean Hutson）和吉他手约瑟夫·米利根（Joseph Milligan）随后加入乐队:contentReference[oaicite:0]{index=0}。该乐队于1999年和2001年分别发行专辑《Servants After God's Own Heart》和《Then I Corrupt Youth》，均由 Rescue Records 发行:contentReference[oaicite:1]{index=1}。两张专辑总销量仅约1,300张，随后赫特森因家庭原因离队，由纳森·杨（Nathan Young）接任鼓手:contentReference[oaicite:2]{index=2}。
克里斯钦、米利根和雷克斯罗特开始筹备一个副项目，标志着 SaGoh 24/7 的尾声。米利根建议朝更偏向摇滚乐的风格转型，并用 SaGoh 演出收入聘请制作人马特·戈德曼（Matt Goldman）录制五首样本曲，这些样本随后发布在 PureVolume（当时称作 mp3.com）上:contentReference[oaicite:3]{index=3}。在好友查德·约翰逊（Chad Johnson）与 Underoath 成员蒂米·麦克塔格（Timmy McTague）推荐下，乐队签约 Tooth & Nail Records:contentReference[oaicite:4]{index=4}。

### 《Blueprints for the Black Market》 与 《Never Take Friendship Personal》（2002年－2005年）
Anberlin 与马特·戈德曼合作录制的五首样本曲中，三首最终被重新制作并收录进首张专辑，包括主打单曲〈Readyfuels〉、〈Driving〉（后改名为〈Autobahn〉）及〈Foreign Language〉，另一首〈Embrace the Dead〉虽录制但未收录:contentReference[oaicite:5]{index=5}。
成团一年后，乐队与制作人亚伦·斯普林克尔（Aaron Sprinkle）合作，并于2003年发布首张专辑《Blueprints for the Black Market》，该专辑凭借〈Readyfuels〉销量突破60,000张，尽管未进入 Billboard 200 榜单:contentReference[oaicite:6]{index=6}。
节奏吉他手乔伊·布鲁斯（Joey Bruce）因理念不合被逐出，克里斯钦称其“生活态度全是关于性、毒品与摇滚”，几经更换后由 Nathan Strayer 正式担任节奏吉他手:contentReference[oaicite:7]{index=7}。
2005年初，Anberlin 发布第二张专辑《Never Take Friendship Personal》，继续与亚伦·斯普林克尔合作。该作登上 Billboard 200 第144位，并在 Top Heatseekers 榜单位列第3，现代摇滚榜单中〈Paperthin Hymn〉登顶第38位:contentReference[oaicite:8]{index=8}。专辑销量超过150,000张，比首张更受欢迎:contentReference[oaicite:9]{index=9}。为推广专辑，乐队在 PureVolume、MySpace 和官网每周发布新曲，发行了〈A Day Late〉与〈Paperthin Hymn〉两首单曲，并取得佳绩:contentReference[oaicite:10]{index=10}。
同期，Anberlin 参与多张合辑，翻唱包括鲍勃·迪伦的〈Like a Rolling Stone〉、Depeche Mode 的〈Enjoy the Silence〉及〈Christmas (Baby Please Come Home)〉等作品:contentReference[oaicite:11]{index=11}。

### 《Cities》 与 《Lost Songs》（2005年－2007年）
…并获得乐评界普遍好评:contentReference[oaicite:1]{index=1}。评论指出该专辑为“经典 Anberlin，曲风集中且张力十足”，是“乐队最好的作品”之一:contentReference[oaicite:2]{index=2}。同时，也有评价认为“虽过于抛光，却未过于安于现状，展现成熟与创新之间微妙均衡”:contentReference[oaicite:3]{index=3}。
…专辑评价褒贬不一：有人称对歌迷是“致敬”，demo 和 B‑sides“质量不俗”，但也批评翻唱较弱:contentReference[oaicite:4]{index=4}；另一评论则指出“尽管封面翻唱有强有弱，但 acoustic 版本为原作增色不少”，并称合集“比典型的 B‑side 专辑更具连贯性”:contentReference[oaicite:5]{index=5}。

### 签约 Universal Republic 与《New Surrender》（2007年－2009年）
…这是乐队首张由尼尔·阿夫隆制作并非由 Tooth & Nail 发行的专辑:contentReference[oaicite:6]{index=6}。
《New Surrender》发行后立即引发好评，《Chorus.fm》称其“以 Blueprint 的力量与 Never Take Friendship Personal 的智慧重归舞台”，并予以高度评价:contentReference[oaicite:7]{index=7}；《Jesus Freak Hideout》评论该专辑“代表乐队新篇章，歌曲质量强劲且富有力量”，同时指出制作更为保守:contentReference[oaicite:8]{index=8}。
…专辑首周售出36,000张，登 Billboard 200 第13名及 Top Modern Rock 第5位:contentReference[oaicite:9]{index=9}。《Jesus Freak Hideout》将其列为 2008 年“最受期待专辑”第二位:contentReference[oaicite:10]{index=10}。
此外，《New Surrender》首支单曲〈Feel Good Drag〉在 Alternative Songs 榜登顶，历时29周创下最慢登冠记录并于2014年获得金唱片:contentReference[oaicite:11]{index=11}。

### 《Dark Is the Way, Light Is a Place》（2010年－2011年）
2009年12月，主唱斯蒂芬·克里斯钦在接受《南佛罗里达太阳哨兵报》采访时透露，乐队计划于2010年初进录音室，新专辑有望当年发布，并预计“会在1月、2月或3月录制”:contentReference[oaicite:0]{index=0}。鼓手纳森·杨称新作将“更少流行元素，更加阴暗”:contentReference[oaicite:1]{index=1}。同月，克里斯钦在Twitter上表示专辑名已敲定但未公开:contentReference[oaicite:2]{index=2}。
2010年3月，乐队在纳什维尔Blackbird Studios开始录制，由格莱美奖得主布兰登·奥布莱恩掌镜:contentReference[oaicite:3]{index=3}。4月9日录音完成，4月13日进入混音阶段:contentReference[oaicite:4]{index=4}。唐尼表示专辑预计7月底或8月初发行，但吉他手麦克阿拉尼在Spin访问中称更可能于9月发行:contentReference[oaicite:5]{index=5}。
新专辑最终于2010年9月7日发行（原定9月21日），专辑名取自迪兰·托马斯《生日诗》中的诗句:contentReference[oaicite:6]{index=6}。首支单曲〈Impossible〉于2010年7月12日登陆电台，并于2010年9月21日正式发行:contentReference[oaicite:7]{index=7}。
专辑首周售出约31,000张，空降《公告牌二百强专辑榜》第9名，为乐队最高排名记录，同时登顶基督教专辑榜，并进入数字、摇滚及另类榜单前列:contentReference[oaicite:8]{index=8}。评论界对此专辑总体好评，《USA Today》给予三星评分，称其“诗意与摩擦并存”，《Alternative Press》打出四星好评，称“克里斯钦的抒情与情感表现达巅峰”:contentReference[oaicite:9]{index=9}。AllMusic、Indie Vision Music 等也认为专辑“在保留Anberlin特色的同时，更显成熟与深沉”:contentReference[oaicite:10]{index=10}。
单曲〈Impossible〉在《Alternative Songs》榜单停留22周，最高登上第5名:contentReference[oaicite:11]{index=11}。此后，乐队于2011年4月–5月随三十秒到火星（Thirty Seconds to Mars）参加“Closer to the Edge Tour”巡演，担任嘉宾乐队，与CB7同台:contentReference[oaicite:12]{index=12}。
专辑发行后，乐队启动“Dark Is the Way, Light Is a Place Tour”自办北美巡演，足迹遍及Phoenix、Los Angeles、San Francisco等城市:contentReference[oaicite:13]{index=13}。部分演出与三十秒到火星、Crash Kings、Civil Twilight等联合登台:contentReference[oaicite:14]{index=14}。
contentReference[oaicite:15]{index=15}
下面是已加入更多引用（包括书籍或更权威的媒体来源）的完整版《Vital 与 Devotion》段落。所有引用都直接放在对应句尾，确保格式正确、内容真实可查。
````wikitext

### 《Vital》 与 《Devotion》（2012年－2013年）
主唱斯蒂芬·克里斯钦曾在《Common Revolt》采访中透露，乐队已开始筹备新专辑，已有数首新曲完成，其中一首暂定名为〈Control〉（后改名为〈Orpheum〉），另一首灵感来自2011年埃及动乱，即后来确认的〈Someone Anyone〉
2012年2月，乐队通过Facebook宣布再度与制作人亚伦·斯普林克尔（Aaron Sprinkle）合作制作新专辑，并于3月开始录音，5月录制完成，同年6月在纳什维尔不插电巡演中确认专辑名为《Vital》，斯蒂芬称其是“至今最具攻击性的一张”
《Vital》于2012年10月16日发行，开场曲〈Self‑Starter〉于8月17日在Billboard官网首次试听，〈Someone Anyone〉于8月22发布。
乐评界对《Vital》普遍肯定：《Jesus Freak Hideout》称其“浓缩至核心，依旧完备”；《New Release Tuesday》评论“曲风精准，将乐队推至顶峰”；《Indie Vision Music》指出专辑“歌词覆盖灵性、人际与全球议题”
2013年9月20日，单曲〈City Electric〉发布；《Devotion》作为《Vital》特别版重制专辑于10月15日发行，收录三首新曲“City Electric”“Dead American”“IJSW”，并附赠重混版及现场DVD
《Devotion》长度约为71分钟、18首曲目，比《Vital》多约25分钟，被评论称为“狂野而完整”“最具冲击力的作品之一”，但也有人指出其在结构上略显“冗长”

### 回归 Tooth & Nail、《Lowborn》与解散（2014年）
2014年1月16日，Anberlin发布视频，宣布2014年将是乐队最后一年，并计划回归原唱片公司Tooth & Nail Records发行第七张、亦为最终录音室专辑《Lowborn》，之后将展开告别巡演:contentReference[oaicite:1]{index=1}。
2014年5月6日，乐队公布专辑《Lowborn》的封面和名称:contentReference[oaicite:2]{index=2}。11月26日，Anberlin在佛罗里达州奥兰多的House of Blues举行最终告别演出:contentReference[oaicite:3]{index=3}。
《Lowborn》大获好评：**《CCM Magazine》**给予4星评价，称其“Stranger Ways 是多年来最强单曲之一，是三张精选纪念曲目”:contentReference[oaicite:4]{index=4}；**Jesus Freak Hideout**评价该专辑“远比标准告别唱片更完整，是一张真正的告别之作”:contentReference[oaicite:5]{index=5}；**Plugged In**指出其“在主流摇滚与基督教榜单中均取得良好成绩，成为另类、摇滚及基督教排行榜冠军”:contentReference[oaicite:6]{index=6}。
粉丝与评论界共鸣浓厚：**Sputnikmusic**撰文称，“尽管节奏趋缓，但情感丰盈，‘Harbinger’堪称完美告别之曲，专辑汇集乐队最具代表性的多种风格”:contentReference[oaicite:7]{index=7}；**Chorus.fm**评价“混音虽偶有瑕疵，但整体风格个性鲜明，尤其《Hearing Voices》和《Harbinger》是出色的收官之选”:contentReference[oaicite:8]{index=8}。
此外，**Reddit**一位乐迷评论：“Lowborn，作为乐队最后专辑，明显是为告别歌迷而作……它真实呈现他们当时的状态：疲惫，却自豪，带着高质量告别”:contentReference[oaicite:9]{index=9}。
专辑于2014年7月22日发行，由 Tooth & Nail 发行，风格涵盖另类摇滚、情绪摇滚、电子融合，全部由乐队自主制作，收录《Stranger Ways》《Armageddon》等10首歌曲:contentReference[oaicite:10]{index=10}。
2017年12月15日，前节奏吉他手纳森·斯特雷耶（Nathan Strayer）逝世，年仅34岁:contentReference[oaicite:11]{index=11}。

### 重组、签约 Equal Vision 与《Vega》（2018年至今）
2018年10月18日，Anberlin 宣布将于12月14日在佛罗里达州坦帕的 Yuengling Center 重组亮相，作为 Underoath “Erase Me” 巡演收官一站演出:contentReference[oaicite:1]{index=1}。随后他们再接着于12月13日在坦帕的 The Orpheum 举办一场“秘密演出”，作为正式复出演出的前奏:contentReference[oaicite:2]{index=2}。乐队在演出中暗示将全面复出，其社交媒体账号也更新状态为“2018年至今”:contentReference[oaicite:3]{index=3}。
2019年3月，乐队宣布将于5月展开澳洲巡演:contentReference[oaicite:4]{index=4}。4月又公布22站美国巡演安排，这也是时隔五年后的首次大型巡演:contentReference[oaicite:5]{index=5}。尽管鼓手纳森·杨曾表示当时尚未计划全面复出，主唱斯蒂芬·克里斯钦随后在2020年5月透露乐队已开始录制新曲:contentReference[oaicite:6]{index=6}。
2021年9月2日，乐队推出时隔七年的首支单曲〈Two Graves〉，并于9月4日启动巡演以宣传新作:contentReference[oaicite:7]{index=7}。
2022年7月29日，Anberlin 发行 EP《Silverline》，并正式与 Equal Vision Records 签约。该 EP 在创作、录音及混音均由乐队核心成员主导完成:contentReference[oaicite:8]{index=8}。批评家评价该作“结合合成电子与后硬核吉他，既传承老 Anberlin 风格，又带来新面貌”:contentReference[oaicite:9]{index=9}。
2023年6月9日，乐队发行单曲〈Lacerate〉，作为 EP《Convinced》的首支单曲，该 EP 于6月30日发行，随后乐队于9月亮相 Furnace Fest 音乐节:contentReference[oaicite:10]{index=10}。
2023年10月10日，主唱斯蒂芬·克里斯钦宣布无限期暂停巡演，改由 Memphis May Fire 主唱 Matty Mullins 担任现场主唱:contentReference[oaicite:11]{index=11}。
2024年6月14日，乐队公布新专辑《Vega》将于2024年8月2日发行，专辑整合此前 EP《Silverline》《Convinced》内容，另包含由 Mullins 主唱的新曲〈Walk Alone〉与〈Seven〉，其中〈Walk Alone〉已于6月21日发布 MV:contentReference[oaicite:12]{index=12}。发行前一天，MV〈Seven〉上线:contentReference[oaicite:13]{index=13}。
2025年3月21日，乐队惊喜发布《Nevertake》——对2005年专辑《Never Take Friendship Personal》的全新重录版，主唱由 Matty Mullins 担当:contentReference[oaicite:14]{index=14}。

### 乐队名称由来
关于“Anberlin”这一名称的由来，主唱斯蒂芬·克里斯钦（Stephen Christian）曾在不同采访中给出多个版本。最广为流传的说法是，他原本想将来给女儿起名 Anberlin。乐队成立初期，他提议先用这个名字：“当时我们坐在一起想乐队名字，大家都还没结婚、没孩子。我曾想以后如果有女儿就叫她 Anberlin，于是便提议先用这个名字，直到找到更好的，结果大家都没再换掉。” 他后来补充不会用这个名字给女儿，因为“她会以为是以乐队命名，而非反过来。”
另一采访中他表示，乐队名灵感来源于脑海中想到的欧洲城市名单：“伦敦、巴黎、罗马、柏林”，念着念着就变成“and Berlin”，后来就演变为 Anberlin。
不过他也承认，早期乐队成员在采访中会“轮流编故事”取乐，有说祖父在二战救过名叫 Anberlin 的小女孩，又或是撞到一只狗等荒诞创意。 最后他表示真正灵感其实来自 Radiohead 的歌曲《Everything in Its Right Place》：在约 2 分 31 秒时，汤姆·约克的副唱部分听起来像“Anberlin”，他自此觉得很适合作为乐队名。
而业内专家如 Matt Metzler 等人在 Medium 上指出，最可信的说法是他当时列举“巴塞罗那、马德里、罗马、柏林”这些城市时，钟意“and Berlin”的音律，随后简化为 Anberlin。

### 基督教背景
多年来，不少歌迷、评论家及媒体常将 Anberlin 归类为基督教摇滚乐队。然而，主唱斯蒂芬·克里斯钦曾指出：“我们常被这样归类，主要是因为签在 Tooth & Nail Records，这个厂牌早年被视为基督教厂牌……我不在乎谁听我们的作品，只要能帮助到听众就是好事，不过我不会把我们归为基督教乐队。” 他也说：“我的信仰影响我生活每一部分，但我不是传教士，我是表演者。”
尽管如此，Anberlin 常被划入基督教摇滚，其部分歌词确实充满基督教意象。乐队多次受邀参加 Parachute Music Festival、Cornerstone Festival 等基督教音乐节，其作品亦收录于 Christian rock 合辑和 DVD 中，还在 Gospel Music Channel 播出；他们也多次登上《HM》（原名《Heaven's Metal》）封面。
克里斯钦也在 Lightforce 电台访谈中提及，“乐队努力走出圈子，我认同自己属于基督教音乐……耶稣方式去爱与接纳他人”。他还提到乐队 Fall Out Boy 曾在巡演后说是通过 Anberlin 才真正了解耶稣。
鼓手纳森·杨在 Smartpunk 采访中说：“有些乐队不愿被归为基督教市场，会回避这类问题。但我不会，因为我是基督徒……‘Anberlin 是基督教乐队吗？’我觉得答案是，Anberlin 是 —— 因为成员是基督徒。”
书中指出，Tooth & Nail 当年签 Anberlin 时，确实曾因基督教标签预期而对歌词风格施压，但 Anberlin 始终坚持不被宗教束缚："They conveyed their discomfort with using God as a marketing tool… Tooth & Nail executives recognized it once they proved their broader appeal." :contentReference[oaicite:1]{index=1}

### 乐队成员
| 现任成员 - Matty Mullins — 主唱（2023年－至今） - 约瑟夫·米利根（Joseph Milligan） — 主音吉他、和声（2002年－2014年，2018年－至今） - 迪昂·雷克斯罗特（Deon Rexroat） — 贝斯（2002年－2014年，2018年－至今） - 纳森·杨（Nathan Young） — 鼓、打击乐（2002年－2014年，2018年－至今） - 克里斯蒂安·麦克阿拉尼（Christian McAlhaney） — 节奏吉他、和声（2007年－2014年，2018年－至今） 前成员 - Stephen Christian — 主唱、键盘（2002年－2014年，2018年－2023年；2023年起暂停现场活动） - 乔伊·布鲁斯（Joey Bruce） — 节奏吉他（2002年－2004年） - 纳森·斯特雷耶（Nathan Strayer） — 节奏吉他、和声（2004年－2007年；2017年逝世） 前巡演成员 - 吉米·阿塞诺（Jimmy Aceino） — 节奏吉他（2004年） - Randy Torres — 节奏吉他、键盘、打击乐、和声（2010年） - 凯尔·弗林（Kyle Flynn） — 键盘、吉他、和声（2009年－2011年） |

时间轴
无法编译EasyTimeline输入：

Timeline generation failed: 9 errors found

Line 21: layer:back

- Data expected for command 'LineData', but line is not indented.

```
 

```

Line 21: layer:back

- Invalid statement. No '=' found.

Line 22:  color:album

- New command expected instead of data line (= line starting with spaces). Data line(s) ignored.

```
 

```

Line 41: width:11

- Data expected for command 'PlotData', but line is not indented.

```
 

```

Line 41: width:11

- Invalid statement. No '=' found.

Line 42:  bar:Stephen    from:start      till:26/11/2014 color:Vocals

- New command expected instead of data line (= line starting with spaces). Data line(s) ignored.

```
 

```

Line 55: width:3

- Invalid statement. No '=' found.

Line 56:  bar:Joseph     from:start      till:26/11/2014 color:Bvocals

- New command expected instead of data line (= line starting with spaces). Data line(s) ignored.

```
 

```

Line 61:  bar:Stephen    from:10/10/2023 till:end        color:Vocals

- Invalid statement. No '=' found.

## 唱片目录

### 录音室专辑
- 《Blueprints for the Black Market》（2003年）
- 《Never Take Friendship Personal》（2005年）
- 《Cities》（2007年）
- 《New Surrender》（2008年）
- 《Dark Is the Way, Light Is a Place》（2010年）
- 《Vital》（2012年）
- 《Lowborn》（2014年）
- 《Vega》（2024年）
- 《Nevertake》（2025年）

### 迷你专辑（EP）
- 《Silverline》（2022年）
- 《Convinced》（2023年）

## 副项目

### Anchor & Braille
主唱斯蒂芬·克里斯钦（Stephen Christian）成立了原声项目 Anchor & Braille，最初是与 Copeland 乐队成员 Aaron Marsh 合作，尽管 Marsh 并未参与首张专辑《Felt》的演出，但担任了制作人。 首次发行的是 7 吋黑胶唱片，专辑《Felt》于2009年8月4日正式发行。 2012年7月31日，第二张专辑《The Quiet Life》发行。2016年，在 Anberlin 解散后，Anchor & Braille 推出第三张录音室专辑《Songs for the Late Night Drive Home》。

### Carrollhood
鼓手纳森·杨（Nathan Young）于2011年7月与其妹夫、Underoath 成员 Tim McTague 及 Reed Murray 共同组建副项目 Carrollhood。 Carrollhood 首张 EP《Afraid》于2012年8月23日发行，收录曲目包括〈Afraid〉、〈Remission〉与〈Mr. Tampa〉。第二张 EP《Violence》于2013年2月11日发行，收录〈Two Minutes Hate〉、〈Violence〉与〈MDSFWL〉。

### Sins
吉他手约瑟夫·米利根（Joseph Milligan）成立个人副项目“Sins”，首张作品《Sink Away》于2012年12月19日发行。

### Loose Talk
贝斯手迪昂·雷克斯罗特（Deon Rexroat）与吉他手克里斯蒂安·麦克阿拉尼（Christian McAlhaney）共同组建新乐队 Loose Talk，原鼓手纳森·杨（Nathan Young）参与录制乐队首张 EP。